# Caramba (musikgrupp)
Caramba var en svensk musikgrupp som endast gav ut ett album, Caramba från 1981. Gruppen var ett studioprojekt av och med Michael B. Tretow och Ted Gärdestad. På omslaget framträdde de under pseudonymer. Det gick många rykten om vilka som skulle ha varit inblandade. Deras identiteter blev kända först nästan tjugo år senare.
Gruppen startade som ett löst projekt under namnet "The Gösta Hansson Story". Gösta Hansson åker till Söderhavet där han möts av sången "Hubba Hubba Zoot Zoot" (ursprungligen en ramsa från Spike Jones). Demoinspelningen spelades i radio och singeln blev etta på den svenska försäljningslistan. Albumet spelades in därefter och toppade på fjortonde plats.
Förutom Tretow och Gärdestad var trumslagaren Roger Palm med på "Hubba Hubba Zoot Zoot" och Kalle Sändare på "Ahllo". Sändare hörs via en telefonlur, vilket också visas på skivomslaget genom medlemmen 'Carlos ih Lura'. Han kallade sig även för just Gösta Hansson i diverse busringningar som gällde dikter. Palm använde även senare sin Caramba-pseudonym "Tudor Ludor".
Våren 2011 återutgavs albumet på CD med en handfull extra låtar, men med lika lite information som på original-LP:n.

## Musiken
Musiken är parodier på genrer och stereotyper om länder, exempelvis "Anna Kapoe" (Hawaii), "Aitho" (Japan) och "Spotnjik" (Ryssland). Formen är lik den som exempelvis Spike Jones arbetade i.

## Texterna
Texterna är skrivna på ett nonsensspråk. Tittar man närmare är det blandningar av olika språk och specialuttryck på samma sätt som transpiranto. Exempel:
Första versen i "Spottnjik":
Djalla strejnevt millo vladja alla pjotr
Zillij bludder azza schlödder lile fjodor
Vladivostok stratzkla vjella drammi ulka
Salmonella vidri schnuska katapulka
Sista versen i "Carhumba":
Ebba obba zat pah huvee zoot
Ha tah kaa tha ihto ohtto mhott
Rhullan bhullan bajdoff n-n-njet
Tutti frutti capochinsphaghett

## Medlemmar
Medlemmar enligt skivomslaget:
- Carlos Ih Lura, ahllo
- Zoltan Zull, violotta
- Dr. Fritz Höfner, baribasso
- Tudor Ludor, batterie
- Abdullah Presley, tomba
- Zingo Allah, prutto
- Ihto Amin, paahuve
- Gaston El Ton Yon, pianissimo
- King Nam, a nam
- Clapton Combo, gitaronimo
- King Kong, tango
- Hazze Kamikaze, teknico del son
- Giorgio Martini, producto

## Diskografi[5]
Samtliga skivor gavs ut på Trash Records.

### Album
Caramba (1981) 
Blaztah 1
1. Ali Baba
2. Spottnjik
3. Hubba Hubba Zoot Zoot
4. Eine Feine
5. Fido

Blaztah A
1. Aitho
2. Anna Kapoe
3. Donna Maya
4. Ahllo
5. Carhumba

Caramba (2011-CD)
1. Ali Baba
2. Spottnjik
3. Hubba Hubba Zoot Zoot
4. Parentzoe
5. Eine Feine
6. Fido
7. Aitho
8. Anna Kapoe
9. Donna Maya
10. Ahllo
11. Carhumba
12. Hare Christmes
13. Ralf & Rolf
14. Parentzoe

### Singlar
- Hubba Hubba Zoot Zoot / Donna Maya (1980)
- Hare Christmes / Ali Baba (1981)

## Övrigt
LP:n ena sida kallas sida 1 och den andra sida A.
"Hubba Hubba Zoot Zoot" återkom år 1993 i en ommixad version på samlingsskivan Kul på svenska 2. 
Några av låtarna från Caramba-albumet finns även med på Michael B Tretow's "Greatest" "Hits".